# ジェームズ・ウィームズ (バーンティスランド卿)
バーンティスランド卿ジェームズ・ウィームズ（英語: James Wemyss, Lord Burntisland、1649年2月以前 – 1682年12月没）は、スコットランド貴族。

## 生涯
軍人サー・ジェームズ・ウィームズ（Sir James Wemyss、1610年ごろ – 1667年12月）と妻キャサリン（Katherine、旧姓レイメント（Rayment）、1649年2月没、ジョン・レイメントの娘）の息子として生まれた。
1671年12月25日/1672年3月18日、マーガレット・ウィームズ（1659年 – 1705年、第2代ウィームズ伯爵デイヴィッド・ウィームズの娘）と結婚、2男3女をもうけた。
- デイヴィッド（1678年4月29日 – 1720年3月15日） - 第4代ウィームズ伯爵
- アン（1675年10月18日 – 1702年1月9日） - 1691年9月3日以降に第3代リーヴェン伯爵デイヴィッド・レズリーと結婚、子供あり
- マーガレット（1677年4月1日 – 1763年3月29日） - 1697年1月29日、第4代ノーセスク伯爵デイヴィッド・カーネギーと結婚、子供あり
- ジョン（1680年10月14日洗礼） - 夭折
- キャサリン（Catherine、1682年12月15日洗礼） - 早世

結婚直後の1672年4月15日、スコットランド貴族で一代貴族であるバーンティスランド卿に叙された。
1682年12月に死去した。